# Barberino Val d'Elsa
Barberino Val d'Elsa is een plaats en voormalige gemeente in de Italiaanse provincie Florence (regio Toscane) en telt 4099 inwoners (31-12-2004). De oppervlakte bedraagt 65,8 km², de bevolkingsdichtheid is 62 inwoners per km². Barberino Val d'Elsa en de voormalige aangrenzende gemeente Tavarnelle Val di Pesa gingen op 1 januari 2019 beide op in de nieuwe fusiegemeente Barberino Tavarnelle.
De volgende frazioni maken deel uit van de gemeente: Petrognano

## Demografie
Barberino Val d'Elsa telt ongeveer 1547 huishoudens. Het aantal inwoners steeg in de periode 1991-2001 met 9,3% volgens cijfers uit de tienjaarlijkse volkstellingen van ISTAT.
| Jaar | Inwoneraantal |
| ---- | ------------- |
| 1991 | 3542          |
| 2001 | 3871          |

## Geografie
Barberino Val d'Elsa ligt op ongeveer 373 meter boven zeeniveau.
Barberino Val d'Elsa grenst aan de volgende gemeenten: Castellina in Chianti (SI), Certaldo, Montespertoli, Poggibonsi (SI), San Gimignano (SI).

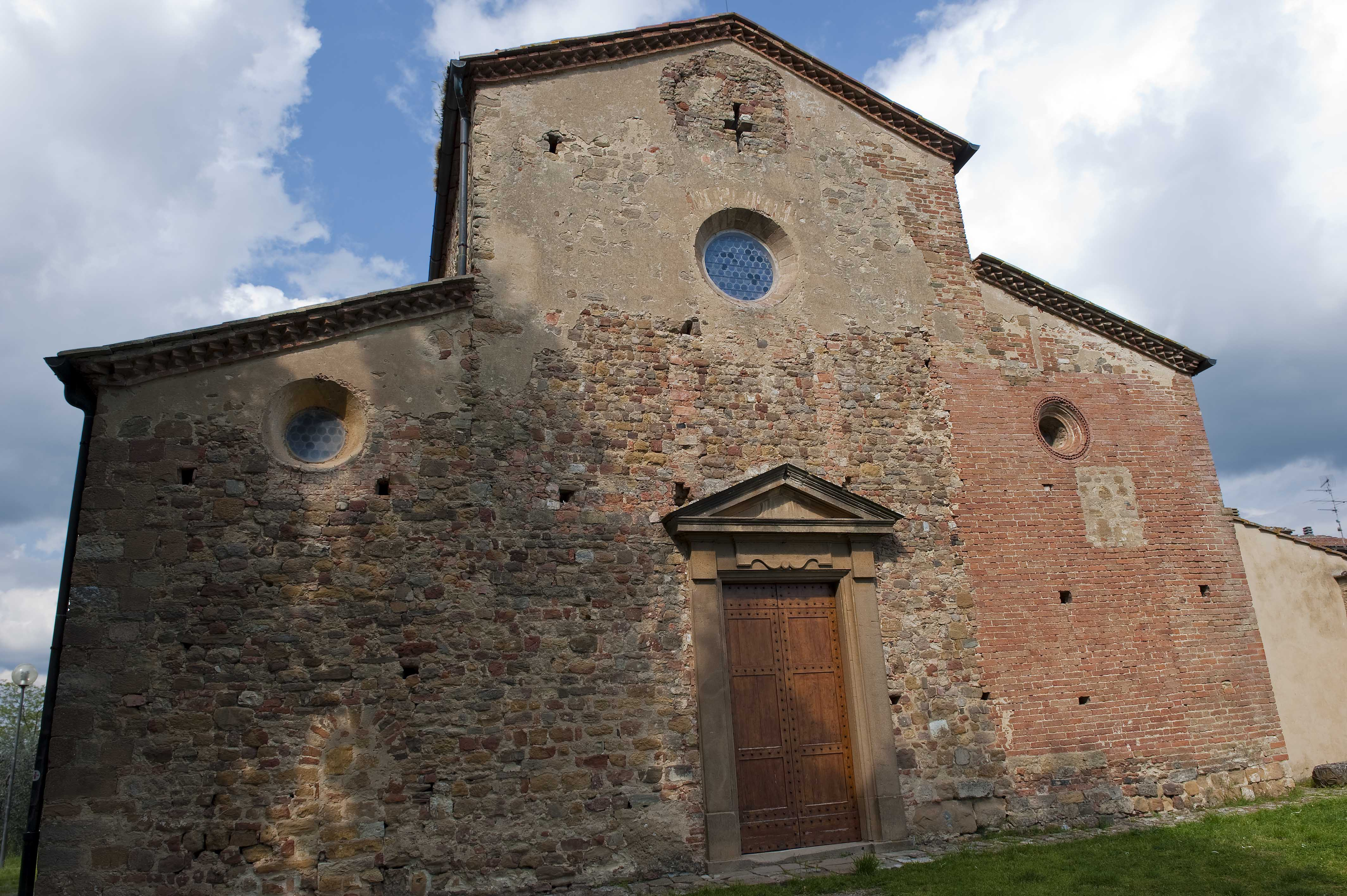
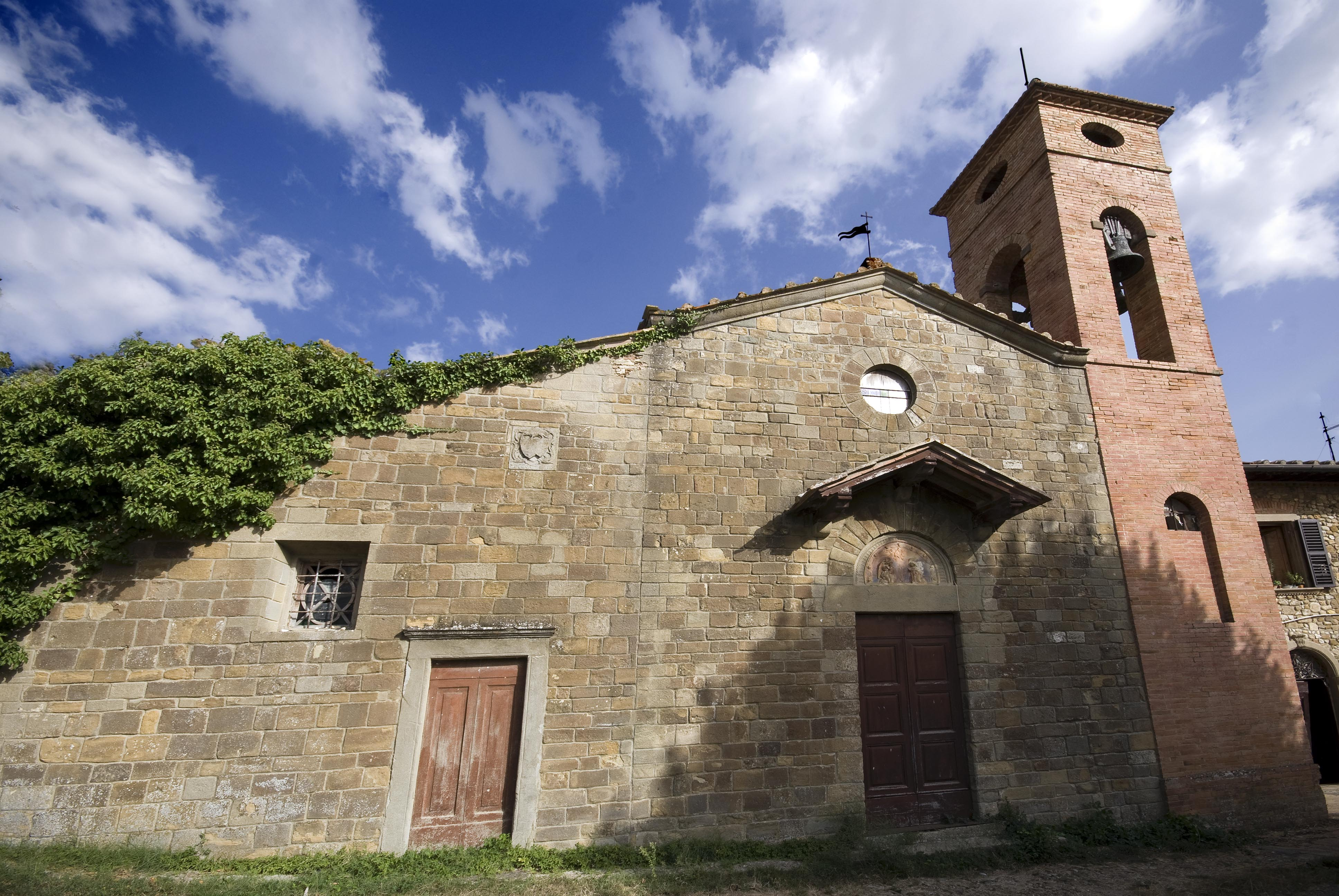
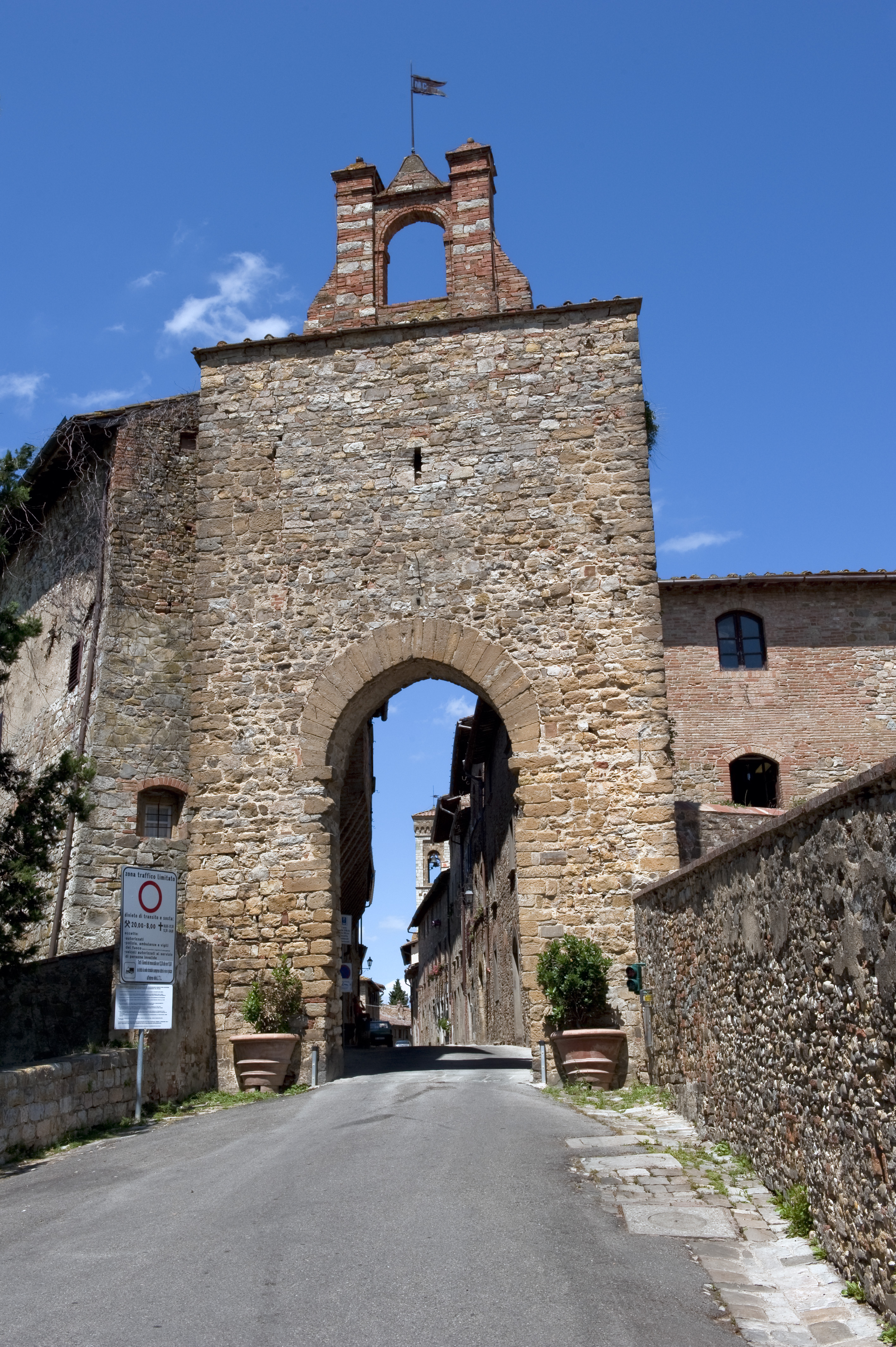
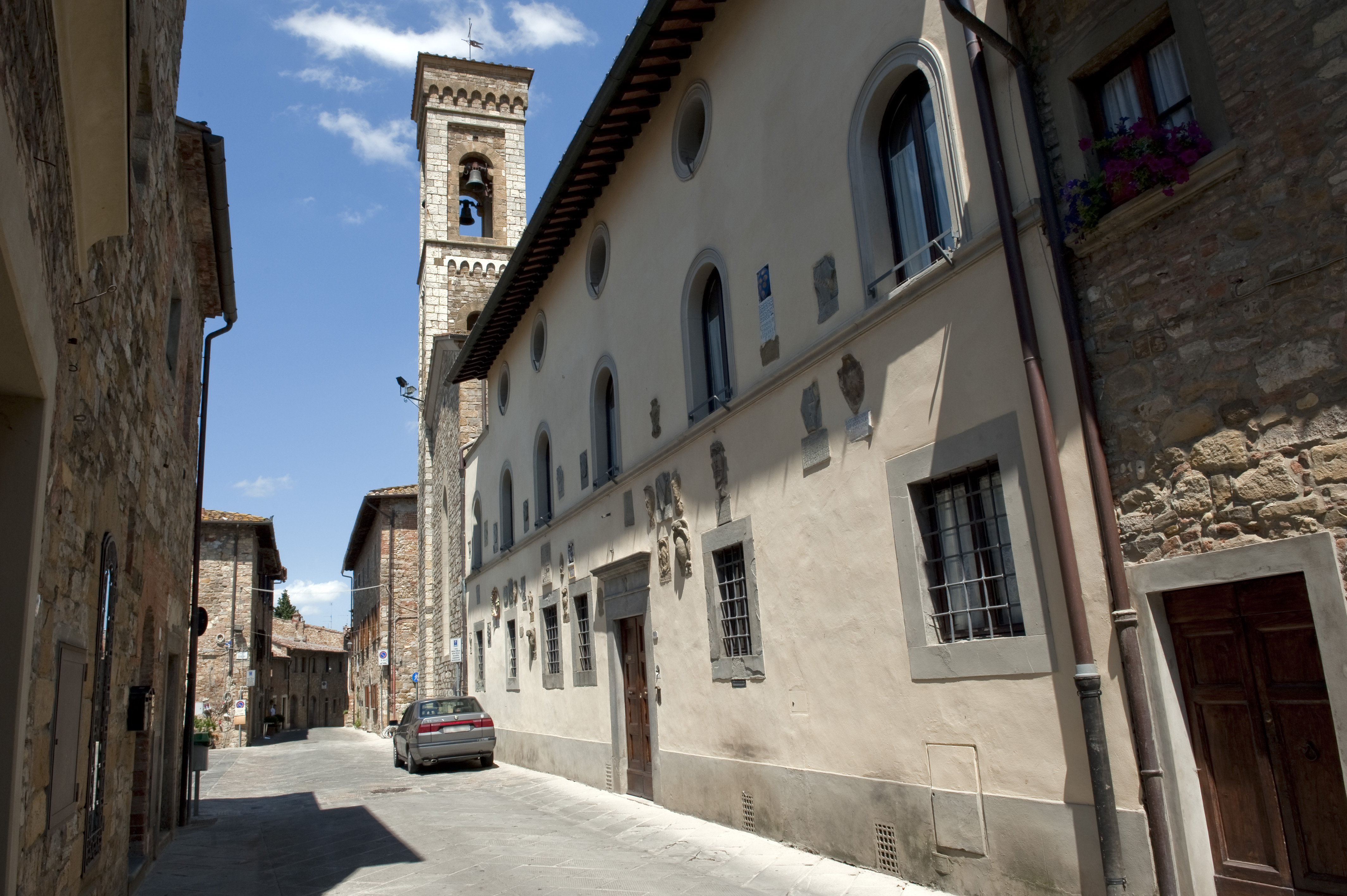
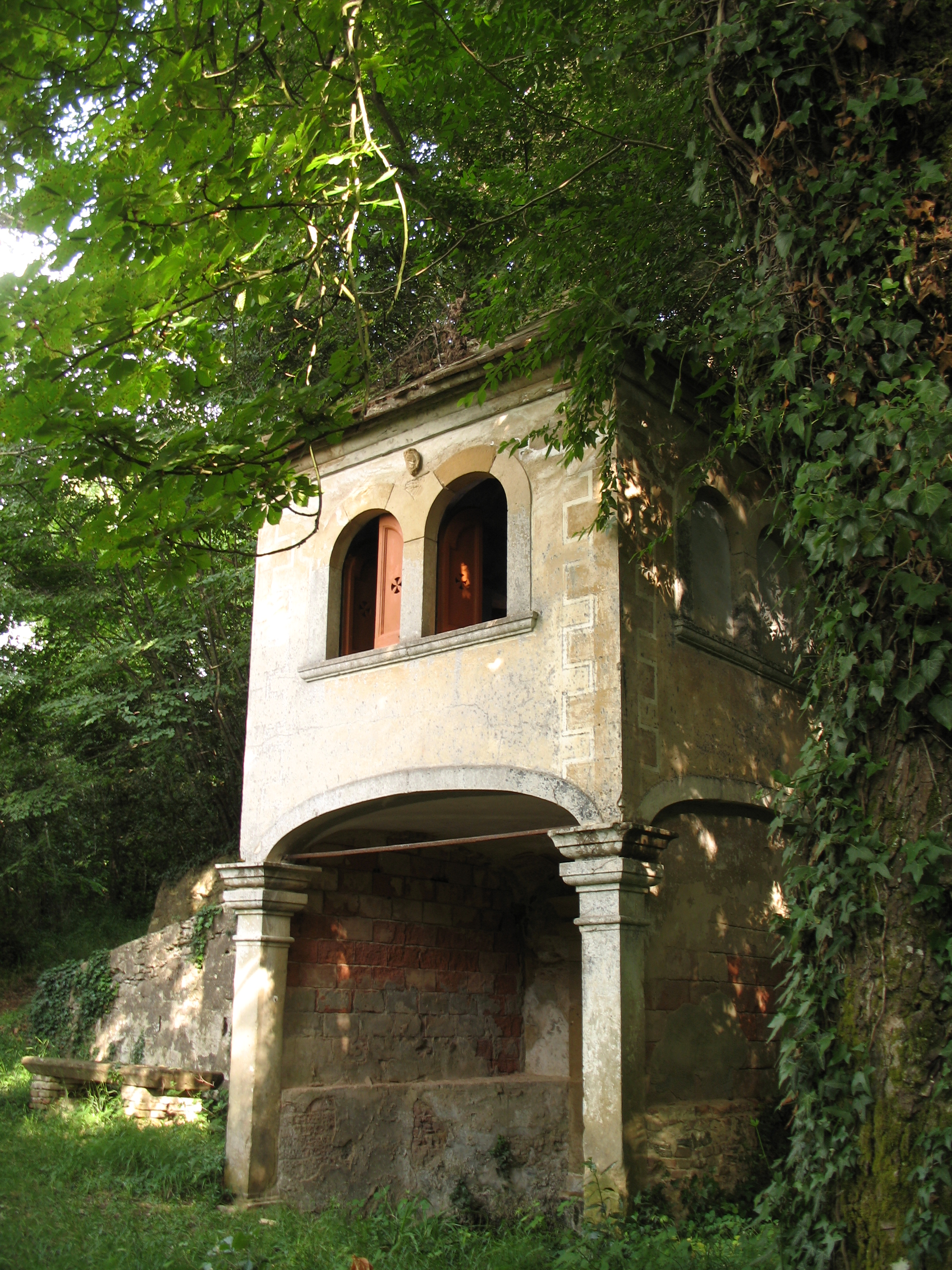
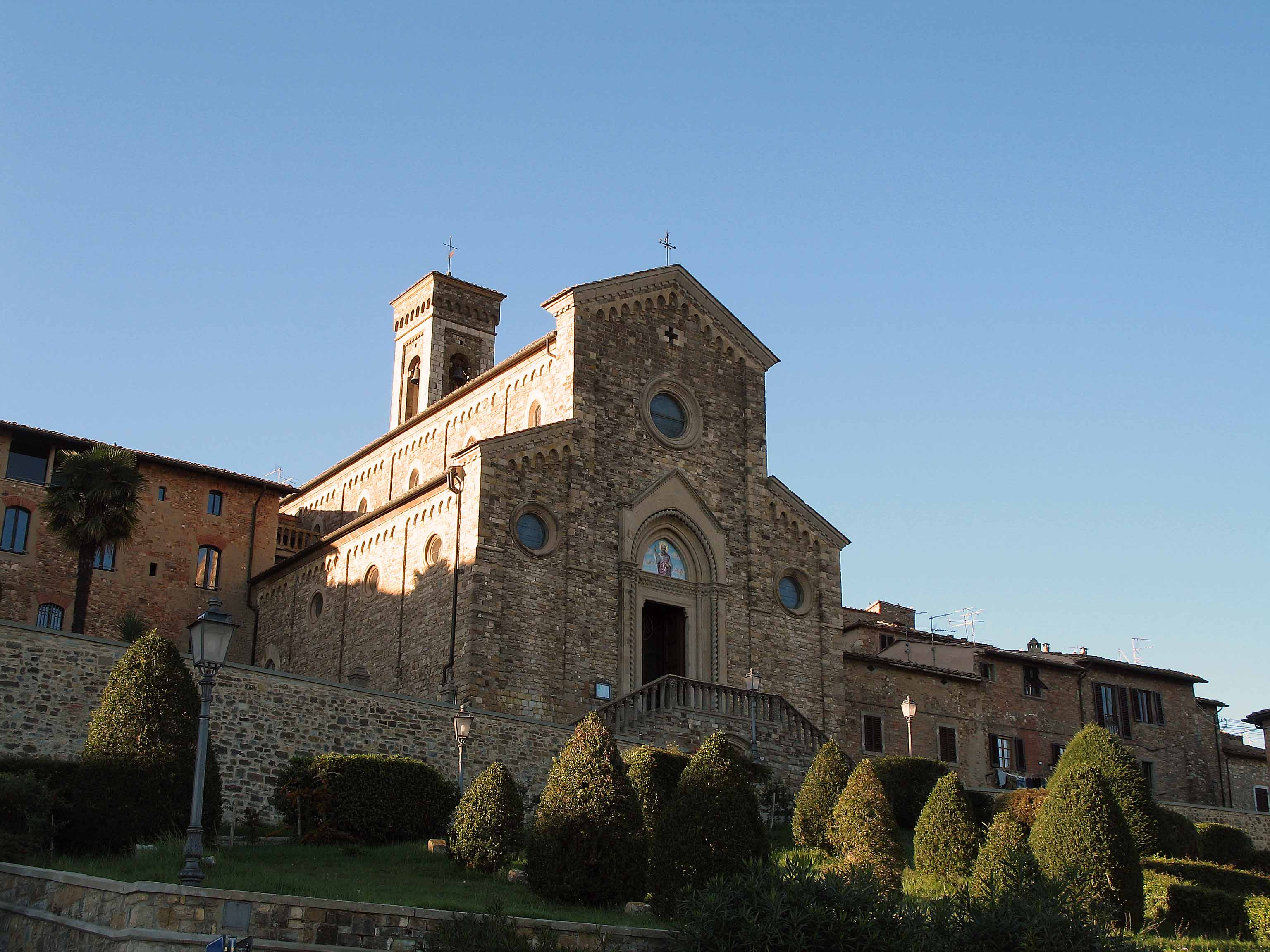